# Charles Avison

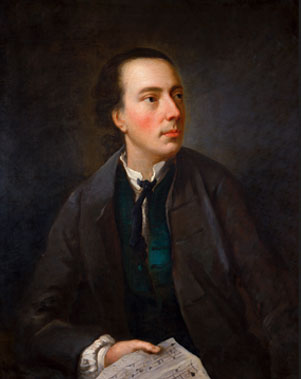
Charles Avison (ca. 1760), Francis Lindo (1714–1767) zugeschrieben

Charles Avison (getauft am 16. Februar 1709 in Newcastle upon Tyne; † 9. oder 10. Mai 1770 ebenda) war ein englischer Komponist.

## Leben
Charles Avison nahm wahrscheinlich Unterricht in London bei Francesco Geminiani und wurde 1735 Organist in seiner Vaterstadt; diesen Posten verließ er trotz guter Angebote nicht. Neben seiner Haupttätigkeit gab er Cembalo-, Violin- und Flöten-Unterricht.
Ab Juli 1738 organisierte Avison Abonnementkonzerte in Newcastle und Durham, die zu den ersten ihrer Art im Königreich gehörten. Hier führte er eigene Werke, aber auch solche von Jean-Philippe Rameau auf. Unter dem Titel Twelve Concertos in seven parts done from two Books of Lessons for the harpsichord by Domenico Scarlatti veröffentlichte er zu Concerti grossi bearbeitete Arrangements von Domenico Scarlattis Klaviersonaten.
Am bekanntesten wurde Avison durch die Veröffentlichung eines Traktats über den musikalischen Ausdruck unter dem Titel An Essay on Musical Expression (1752, überarbeitete Fassung 1753, deutsche Übersetzung von Johann Joachim Eschenburg 1775), in dem er die Musik des in England sehr populären Georg Friedrich Händel im direkten Vergleich mit der Musik Geminianis und der Benedetto Marcellos kritisierte. 1753 wurde er deswegen von William Hayes (1708–1777) scharf angegriffen.
Avison war einer der Ersten, welche die von Geminiani eingeführte Vortragsbezeichnung > (rinforzando) übernahmen. Der englische Musikhistoriker Charles Burney beschrieb Avison als einen von allen respektierten, einfallsreichen und gebildeten Mann und als elegant und kunstvoll schreibenden Komponisten.

## Werke
Veröffentlicht wurden:
- op. 1: 6 Triosonaten (1740)
- op. 2: 6 Concerti grossi (1751)
- op. 3: 6 Concerti grossi (1755)
- op. 4: 8 Concerti grossi (1755)
- op. 5: 6 Sonaten für Cembalo, 2 Violinen und Violoncello (1756)
- op. 6: 12 Concerti grossi (1758)
- op. 7: 6 Sonaten für Cembalo, 2 Violinen und Violoncello (1760)
- op. 8: 6 Sonaten für Cembalo, 2 Violinen und Violoncello (1764)
- op. 9: 12 Concerti (1766)
- op. 10: 6 Concerti grossi (1769)
- Werke o. op.: 12 Concerti grossi nach Francesco Geminianis Violinsonaten op. 1
- Werke o. op.: 12 Concerti grossi nach Cembalosonaten Domenico Scarlattis
- An Essay on Musical Expression. Davis, London 1752; archive.org, Library of Congress. 2. erweiterte Auflage 1753 archive.org.